# Análisis de clases
El análisis de clases es un tipo de investigación practicado en sociología, política y economía desde el punto de vista de la estratificación de la sociedad en clases dinámicas. Implica que no existe una perspectiva social universal o uniforme, sino que existen conflictos fundamentales inherentes a la forma en que la sociedad está organizada en diferentes clases sociales.
Los ejemplos más conocidos son la teoría de Karl Marx y la teoría de estratificación de tres componentes de Max Weber.

## Barrington Moore y el desarrollo político
En un sentido no marxista, el análisis de clases es una teoría del desarrollo político, en la que se dice que los regímenes y sistemas políticos están moldeados o condicionados por la estructura de clases sociales del país. El principal defensor de esta teoría es el politólogo Barrington Moore Jr. En la teoría de Moore, Gran Bretaña logró gradualmente, en los siglos XVII y XVIII, una gobernanza democrática estable, en comparación con países vecinos como Francia y Alemania, debido al rápido desplazamiento del campesinado durante el movimiento de cercamiento que transformó por completo Gran Bretaña en una sociedad industrial avanzada con una clase burguesa fuerte, que Moore considera indispensable para una democracia liberal duradera. En contraste, Francia tenía un gran campesinado estacionario en la tierra pero políticamente volátil, lo que llevó a la alternancia entre revoluciones violentas y reacciones monárquicas.

## Tamaño de las clases
El sociólogo Erik Olin Wright divide el análisis de clase en un nivel macro y micro. La base del análisis de clase a nivel macro se puede identificar con la estructura de clase. Se pueden analizar ejemplos de dicha estructura de clases en un nivel macro dentro de una ciudad, país o el mundo entero. En un nivel micro, el análisis de clase se enfoca en los efectos que la clase puede tener en un individuo. Erik Olin Wright afirma que ejemplos de esto son: "Análisis de las estrategias del mercado laboral de los trabajadores no calificados, o los efectos del cambio tecnológico en la conciencia de clase, o las contribuciones políticas de los ejecutivos corporativos". Los eventos de nivel macro y micro pueden correlacionarse entre sí a través de diferentes perspectivas. Wright proclama que los eventos de nivel macro no se crean y establecen de una manera autónoma, sino que se procesan a través de múltiples individuos en un patrón muy intrincado y complejo. Afirma que los eventos de tamaño de clase macro están respaldados por una encarnación de múltiples eventos de clase micro. También afirma el efecto opuesto que cada tamaño tiene entre sí y cómo los eventos de nivel micro en relación con las relaciones de clase pueden ser reforzados por el contexto de eventos de nivel macro.

## Definición neoweberiana
Según Richard Breen, Weber comienza a describir el análisis de clase con la situación de clase del mercado de capitales en el que vive un individuo. Proclama que los miembros de la misma clase social comparten las mismas oportunidades en la vida. También se desarrollan bajo el mismo mercado que les procura oportunidades y límites de acuerdo con los recursos que el individuo y / o clase les proporciona. También afirma que los individuos que comprenden la amplia gama de opciones que una oportunidad les puede dar, también pueden recibir más oportunidades del mercado o estar dispuestos a compartirlas entre los individuos de su propia clase. Breen analiza la clasificación de Weber de lo social y cómo Weber clasifica estas clases no solo a través de un filtro social, sino también a través de uno económico más amplio. 
También señalan que la movilidad social y económica son una gran clave para comprender el análisis de clases. En este sentido si bien puede ser fácil y fluido cambiar de clase social, es mucho más difícil avanzar a una clase económica más alta. Esto da como resultado oportunidades limitadas por parte del mercado y es un gran factor de por qué ocurre la inmovilidad de clases. Weber define las clases económicas en su época como: "grupos de empresarios y propietarios dominantes; la pequeña burguesía; trabajadores con credenciales formales (la clase media) y aquellos que carecen de ellas y cuyo único activo es su fuerza de trabajo (la clase trabajadora)." 

## Diferencias de clase en logros educativos y su explicación
El sociólogo John Goldthorpe explica que si bien el logro educativo en los países desarrollados ha aumentado en las últimas décadas debido al respaldo de subvenciones, préstamos y otros incentivos sociales, los datos empíricos corroboran que las diferencias en la clase socioeconómica todavía juegan un papel importante en el logro educativo y económico. Continúa explicando cómo las personas de la clase social más baja tienden a permanecer en la clase de su crianza al optar por no perseguir más logros educativos o los trabajos necesarios para alcanzar un mejor estatus social. Las explicaciones de estos fenómenos incluyen a las teorías de Halsey y sus asociados, que establecen la conexión entre cultura y clase. Mantienen que las personas de clase social alta establecen un objetivo importante en la educación en comparación con los padres de clases bajas. Según Goldthorpe, un enfoque más agresivo, como lo indican Bourdieu y Passeron, indica que el sistema educativo funciona como control social, en el que la clase dominante hace que las escuelas funcionen de manera conservadora y exploten las desigualdades que acompañan a todos los niños debido a los antecedentes de clase de su familia. Esto asegurará que los sujetos de la clase inferior acepten el fracaso o se entreguen a subculturas contrarias a la escuela. Goldthorpe, sin embargo, afirma que en el último siglo realmente ha habido amplias oportunidades para la movilidad educativa y de clase ascendente defendidas por medio de datos empíricos.
También surgen otras teorías propuestas por diferentes sociólogos. Un punto de vista reivindicado por Keller y Zavalloni indica que para comprender mejor estas tendencias, los sociólogos deben estudiar las aspiraciones de un individuo en un nivel relativo de acuerdo a su nivel y situación social y no concluir ideales absolutos de aspiraciones a todas las clases. Goldthorpe también reconoce la visión de los dos efectos de Boudon en el logro educativo. Estos son los efectos primarios, que existen como la creación de diferencias de clase en el rendimiento inicial, y los efectos secundarios que afectan a los niños cuando hacen la transición en el sistema educativo. Ambos trabajan de la mano, aunque el logro inicial podría perseguir a un individuo a medida que se desarrolla en el sistema educativo (primario), la elección de la transición al siguiente nivel en el sistema aún podría estar influenciada por los orígenes de su clase (secundario). Goldthorpe continúa alentando a los investigadores a que presten más atención al segundo efecto, porque a medida que avanzamos, incluso hoy, las limitaciones de los efectos primarios parecen desvanecerse a medida que se canalizan más recursos y oportunidades de logro educativo a todos los niveles de clase.

## Interés de clase
El interés de clase es el interés que uno asume cuando se encuentra en una ubicación determinada dentro de una clase en las relaciones de clase. Erik Wright describe tales ejemplos como "una variedad de problemas, niveles de vida, condiciones de trabajo, nivel de trabajo, ocio, seguridad material y otras cosas". Esta es una información imprescindible para comprender las acciones individuales de acuerdo con su ubicación en una clase social determinada.

## Prácticas de clase
Las prácticas de clase son las derivadas de las acciones realizadas por el individuo o grupo con el objetivo de su propio interés de clase.